# Graciema da Luz
Graciema Junqueira da Luz (Leopoldina, 8 de janeiro de 1903 — Rio de Janeiro, 25 de fevereiro de 1983) foi a segunda esposa de Carlos Luz, 19.º presidente do Brasil, e a primeira-dama do país de 8 a 11 de novembro de 1955, a mais curta da história.

## Família, casamento e filhos
Nascida Graciema Monteiro Junqueira, era filha de Custódio Monteiro Ribeiro Junqueira (1875–1941) e de Emerenciana Botelho Reis Junqueira (1883–1957), sendo a terceira dos oito irmãos Renato (1900–1953), Haroldo (1901–1989), Alkindar (1904–1978), Heleno (1905–1918), Antonia (1907–1990), Lele (1915–1979) e Lea (1917–2001).
Casou-se em 30 de junho de 1927 com Carlos Coimbra da Luz e tiveram dois filhos:
- Fernando Junqueira da Luz, nascido em 18 de fevereiro de 1930;
- Beatriz Junqueira da Luz, nascida em 26 de outubro de 1932.[6]

Seu marido já era viúvo de Maria José Dantas (1897–1924), com quem teve dois filhos: Rey (1920–falecido) e Augusta (1924–2003).

## Morte
Faleceu no Rio de Janeiro, em 25 de fevereiro de 1983, aos 80 anos.